# Palamede
Palamede (in greco antico: Παλαμήδης?, Palamḕdēs) è un personaggio della mitologia greca, generalmente ritenuto figlio di Nauplio e Climene, figlia di Catreo.
Re dell'isola di Eubea, esperto nell'arte bellica e valoroso guerriero.
(Senofonte, Memorabili, IV, 2, 33)

## Il mito

### Origini

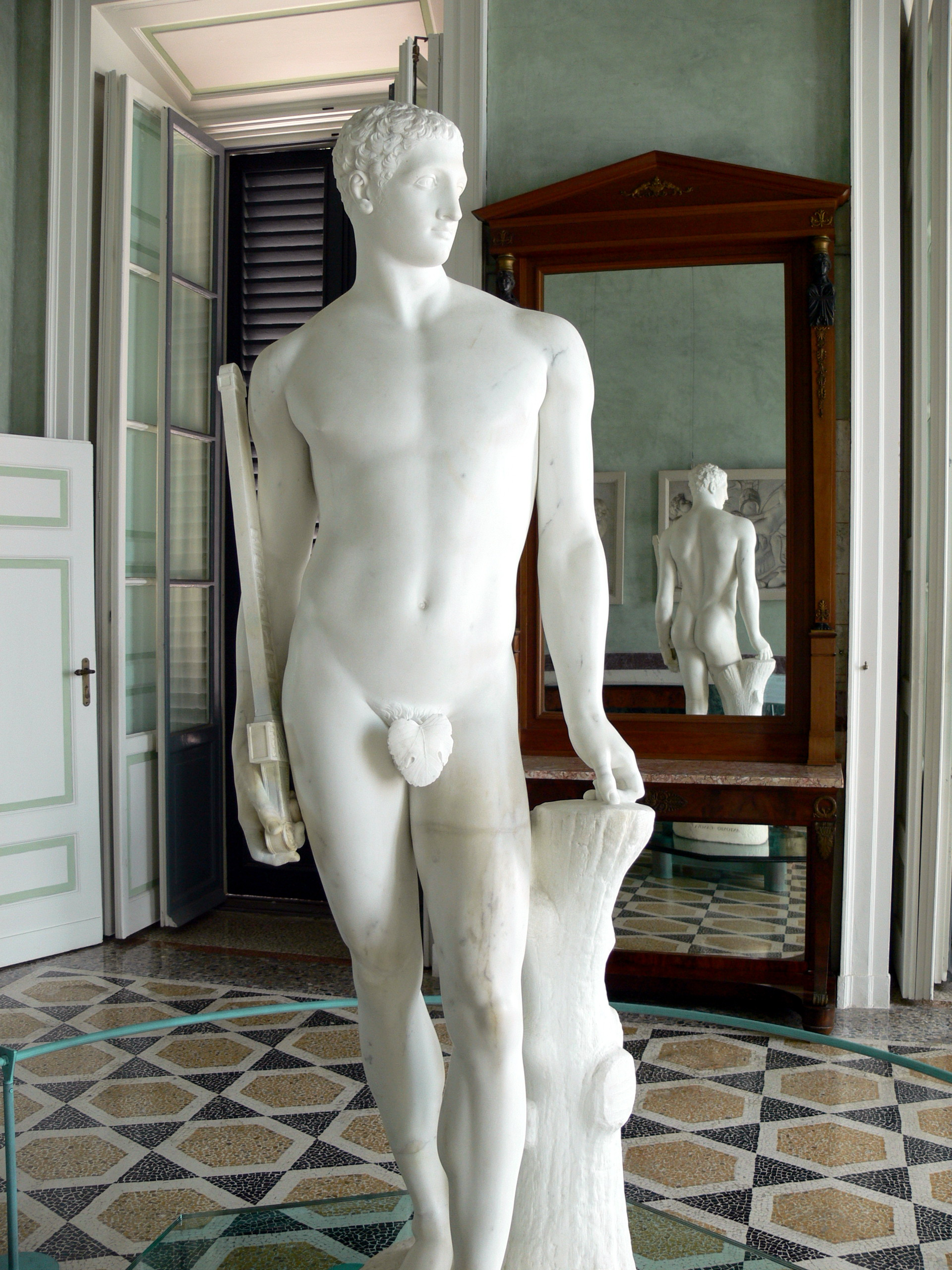
Palamede, scultura di Antonio Canova, conservata a Villa Carlotta, Tremezzina (Como).

Le origini di Palamede sono discusse. Secondo la versione più nota del mito, suo padre è identificato in Nauplio il Giovane, così definito per distinguerlo dall'omonimo antenato, figlio di Poseidone. Nell'Eneide Virgilio lo definisce Belide ("figlio o discendente di Belo") e Servio, nel commentare questo passo, chiarisce che tra Belo e Palamede sono trascorse sette generazioni.
Lo Pseudo-Apollodoro informa che secondo il poema perduto Nostoi Nauplio avrebbe sposato Filira, mentre secondo il poeta orfico Cercope avrebbe sposato Esione; tuttavia, lo stesso Pseudo-Apollodoro e la maggior parte degli autori sostengono che la madre di Palamede sia Climene, figlia del re di Creta Catreo.
Suoi fratelli erano Eace e Nausimedonte. Palamede fu istruito dal centauro Chirone a fianco di Achille, Aiace, Enea e altri eroi a lui coetanei.

### L'ambasciata presso Priamo
Ditti Cretese racconta del viaggio che Palamede fece a Troia per conto di Menelao, di cui era cugino dal lato materno. Mentre i re di Grecia discendenti da Minosse, tra cui Palamede e Menelao, si radunarono a Creta per ricevere i beni e le terre lasciate loro da Atreo, Paride, che era stato accolto in casa di Menelao insieme ad altri compagni, approfittò dell'assenza del re e gli sottrasse la moglie Elena, portandola a Troia. Quando la notizia del rapimento giunse a Creta, Menelao fu preso dall'ira e dall'indignazione e per questo Palamede decise di riportarlo a casa a Sparta, dove nel frattempo si erano radunati i re discendenti di Pelope, che erano venuti a conoscenza del fatto; insieme decisero di inviare un'ambasciata a Troia, composta da Odisseo, Menelao e Palamede, per ottenere la restituzione di Elena e degli altri beni sottratti. L'ambasciata fu ricevuta da Priamo e Palamede ottenne il permesso di parlare presso il re troiano: denunciò le brutalità commesse da Paride e la violazione dei legami di amicizia, nonché la possibilità che da questo fatto si scatenasse un conflitto tra greci e troiani come quello che aveva visto contrapposti Pelope e Ilo. Il discorso di Palamede, che fu tenuto con grande eloquenza, convinse molti dei presenti, ma Priamo non volle prendere decisioni in assenza di Paride. Alcuni giorni dopo, Paride si presentò con Elena e quando Priamo le chiese se voleva tornare in Grecia con Menelao, ella rispose che non era giunta in Asia contro la sua volontà e che non era contenta del matrimonio con Menelao, perciò rimase con Paride.

### La spedizione contro Troia
Tornati in Grecia, gli inviati riferirono agli altri re gli esiti negativi dell'ambasceria; sdegnati dal comportamento di Paride, i re decisero di formare un esercito da guidare contro Troia per vendicare l'affronto. Palamede ebbe un ruolo importante nel reclutamento di due eroi che avrebbero avuto in ruolo di primo piano durante la guerra: Odisseo ed Achille. Riuscì infatti a smascherare Odisseo, che per non aggregarsi alla spedizione fingeva di essere pazzo, e, insieme a Nestore e allo stesso Odisseo, convinse Achille ad abbandonare Sciro, dove la madre Teti lo aveva nascosto travestito da donna, e ad unirsi all'esercito.
Agamennone fu scelto come comandante supremo, Achille, Aiace Telamonio e Fenice come comandanti della flotta, Palamede, Diomede ed Odisseo come comandanti dell'esercito. Giunti in Misia, sulle coste dell'Asia Minore, credendo di essere invece giunti nei pressi di Troia, Achille, Palamede ed altri guerrieri greci si scontrarono contro la popolazione locale, guidata dal re Telefo e dalla moglie Iera: durante questa battaglia molti soldati di entrambi gli schieramenti persero la vita, il re misio fu ferito alla coscia da Achille, mentre la regina fu uccisa da Nireo; terminato lo scontro, fu siglato un accordo di pace tra Telefo ed i Greci, che fecero ritorno ad Argo.
Successivamente Agamennone perse il comando supremo poiché si rifiutava di compiere un sacrificio ad Artemide, e, secondo la versione di Ditti Cretese, l'esercito fu diviso in parti uguali ai comandi di Palamede, Diomede, Aiace e Idomeneo. Secondo altre fonti, invece, Palamede fu eletto per acclamazione dai soldati e tenne per sé solo il comando supremo.

### La finta pazzia di Odisseo
Palamede dimostrò il suo ingegno smascherando un trucco di Odisseo. A seguito del rapimento di Elena, Menelao richiese ai re greci di rispettare il giuramento con il quale si erano impegnati a difendere lo sposo; Odisseo, non volendo partire per la guerra di Troia per via di un oracolo che gli aveva predetto che sarebbe tornato dopo vent'anni e senza compagni, si era finto pazzo e, aggiogati ad un aratro un bue ed un asino, seminava sulla riva del mare e arava la sabbia. Palamede prese in braccio il piccolo Telemaco, figlio di Odisseo, e lo depose davanti all'aratro: Odisseo alzò immediatamente il vomere per non colpire il bambino e così Palamede capì che Odisseo era perfettamente lucido. Secondo un'altra tradizione, riferita nei Cypria e seguita dallo Pseudo-Apollodoro e da Luciano di Samosata, Palamede afferrò il bambino dalle braccia della madre e minacciò di ucciderlo con la spada; Odisseo allora ammise la finzione e partì per Troia.
Servio riferisce un altro motivo di scontro: Odisseo fu inviato in Tracia a raccogliere frumento, ma, dopo essere tornato a mani vuote poiché a suo dire non ne aveva trovato, fu ripreso con forza da Palamede; questi, per dimostrare che Odisseo mentiva, partì a sua volta per la Tracia, da cui tornò con molto frumento.
Alcune fonti riferiscono un ulteriore episodio che contribuì ad aumentare l'odio di Odisseo verso Palamede. Al termine della battaglia in Misia, le tende dei Greci furono prese d'assalto da lupi scesi dal monte Ida, che rubarono le loro schiave ed i loro muli. Odisseo, volendo dimostrarsi più coraggioso di Palamede, prese con sé alcuni arcieri e si mise ad inseguire i lupi, ma Palamede criticò quest'azione, poiché riteneva che la venuta dei lupi fosse il presagio di una pestilenza imminente; invitò i suoi compagni a non nutrirsi più di carne ma di consumare erbe selvatiche e di esercitarsi in mare remando e navigando intorno alla costa, perché così avrebbero respirato un'aria più pura. In seguito, una pestilenza colpì effettivamente le città della Troade e i Greci, scampati al pericolo, considerarono Palamede come una divinità.

### La vendetta di Odisseo e la fine di Palamede
A seguito di questi fatti e della gelosia che provava nei suoi confronti, Odisseo meditò come vendicarsi di Palamede. Quest'ultimo aveva infatti usato in più occasioni il suo ingegno per aiutare l'esercito greco: aveva scoperto Epipola, una giovane mascheratasi da uomo ed arruolatasi nell'esercito acheo per salvare il padre anziano dalla guerra; aveva inventato dei passatempi per i soldati per distrarsi dalla guerra e insegnato ai suoi compagni come fosse meglio nutrirsi; secondo alcuni autori, aveva partecipato alla spedizione a Delo organizzata da Menelao per portare a Troia le Oinotrope (Eno, Spermo ed Elaide) per garantire ai soldati i rifornimenti di cibo. Ciò attirava su di lui la gran parte dell'ammirazione dei soldati e soprattutto dei capi achei, in particolar modo Agamennone.
Esistono diverse versioni a proposito della fine di Palamede, ma quasi tutte lo vedono cadere vittima di un inganno preparato da Odisseo. Secondo il racconto riportato da numerosi autori antichi, Odisseo introdusse nella tenda di Palamede una grossa somma di denaro e una falsa lettera in cui simulava che Priamo ringraziasse Palamede per avergli riferito notizie sui movimenti dell'esercito acheo. Odisseo, fatta ritrovare la lettera, andò a denunciarlo come traditore presso Agamennone: l'assemblea dei Greci, viste le prove, condannò l'eroe che fu lapidato. Agamennone proibì ai Greci di coprirlo di terra e di celebrarne il rito funebre, minacciando di uccidere chi avesse trasgredito quest'ordine; tuttavia Aiace Telamonio non se ne curò e, dopo aver pianto per la morte del compagno e aver svolto il rito funebre, seppellì il cadavere di Palamede.
Secondo un'altra tradizione riferita da Pausania, fu ucciso da Odisseo e Diomede mentre era intento a pescare. Secondo Ditti Cretese, i due eroi, forse con il supporto di Agamennone, raccontarono a Palamede di aver scoperto un tesoro in un pozzo profondo e, volendo condividerlo con lui, lo convinsero a calarsi all'interno con una corda; una volta nel pozzo, lo uccisero a sassate. Alcuni dicono che Agamennone, Odisseo e Diomede erano tutti e tre complici di questa cospirazione, e che dettarono assieme la lettera al prigioniero frigio e poi ordinarono a un servo di nasconderla sotto il letto di Palamede. Quando fu trascinato sul luogo della lapidazione, Palamede lanciò un alto grido: «O verità, io piango la tua morte che ha preceduto la mia!». Il suo corpo fu cremato, le ceneri poste in un'urna d'oro e si tenne una cerimonia funebre a cui parteciparono tutti i soldati greci, che avevano grande stima di Palamede e lo avrebbero voluto comandante supremo dell'esercito.
Darete Frigio, invece, non fa menzione degli inganni di Odisseo: Palamede, ottenuto il comando supremo dell'esercito greco, decise di lanciare un attacco nel quale uccise il principe troiano Deifobo e Sarpedonte; mentre combatteva in prima linea, fu trafitto da una freccia di Paride e successivamente ucciso dai soldati troiani.

### Invenzioni
ἄφωνα καὶ φωνοῦντα, συλλαβὰς τιθείς,

ἐξηῦρον ἀνθρώποισι γράμματ᾿ εἰδέναι,

ὥστ᾿ οὐ παρόντα ποντίας ὑπὲρ πλακὸς

τἀκεῖ κατ᾿ οἴκους πάντ᾿ ἐπίστασθαι καλῶς,

παισίν τε τὸν θνῄσκοντα χρημάτων μέτρον

γράψαντα λείπειν, τὸν λαβόντα δ᾿ εἰδέναι.

ἃ δ᾿εἰς ἔριν πίπτουσιν ἀνθρώποις κακά,

δέλτος διαιρεῖ, κοὐκ ἐᾷ ψευδῆ λέγειν.»
(Euripide, Palamede, fr. 578 Nauck)
(Eupoli fr. 385.6 Kassel-Austin)
Palamede è ricordato da numerosi autori per le sue invenzioni, sebbene le fonti non siano sempre concordi. Molti gli attribuiscono l'invenzione o l'introduzione presso i Greci delle lettere: secondo alcuni introdusse l'intero alfabeto, secondo altre fonti solo sedici lettere oppure solo le lettere doppie θ, ξ, φ e χ, o ancora solo undici lettere. Alcuni autori collegano l'invenzione di certe lettere alle gru, poiché la loro posizione in volo o a terra avrebbe suggerito a Palamede la forma di alcuni caratteri; da questa tradizione prende il nome la palamedea cornuta.
Altre fonti gli attribuiscono l'introduzione dei numeri, dei pesi e delle misure; l'invenzione dei dadi e di un gioco da tavola simile alla dama o agli scacchi chiamato πεσσοι (pessoi).
Plinio il Vecchio, elencando le invenzioni di popoli e personaggi del passato, ricorda che Palamede, durante la guerra di Troia, fu il primo a disporre un esercito in schieramento e ad introdurre l'impiego di sentinelle; altri autori gli attribuiscono anche l'introduzione dei fuochi per il segnalamento.
Alcidamante, ricordando tutte queste invenzioni, aggiunge la moneta e la musica. Ateneo riporta un frammento di un'opera del comico Anassandride secondo il quale Palamede, e successivamente anche Radamanto, avrebbe introdotto la figura del giullare. Secondo Filostrato, infine, prima di Palamede non esistevano i concetti di stagione, di mese e di anno.
A sostegno della sua fama di inventore, vera o costruita dagli autori antichi, dal nome di Palamede furono coniati nella lingua greca gli aggettivi Παλαμήδειος (Palamédeios) e Παλαμηδικός (Palamēdikós), entrambi traducibili come "degno (dell'ingegno) di Palamede".

## Letteratura
Sebbene non sia menzionato da Omero, la figura di Palamede è ricordata e descritta da parecchi autori classici, spesso in virtù delle invenzioni che gli si attribuiscono o per via delle macchinazioni ordite da Odisseo, e per questo è tipicamente presentato sotto una luce positiva e come vittima della giustizia. Tuttavia nell'Odisseo, un'orazione ambientata durante la guerra di Troia la cui paternità è spesso attribuita ad Alcidamante, l'omonimo protagonista muove accuse a Palamede presentandolo come un traditore ed invitando i compagni a condannarlo alla pena capitale. L'accusa parte dal ritrovamento di una freccia lanciata dai troiani verso Palamede e raccolta dallo stesso Odisseo, sulla quale sarebbe stato scritto un messaggio in cui Alessandro invitava Palamede ad "eseguire il suo compito"; per convincere i Greci della sua colpevolezza, Odisseo aggiunge altre accuse, dall'averli ingannati sui rinforzi che Enopio e Cinira avrebbero dovuto inviare a Menelao per la spedizione a Troia, alle ricchezze che avrebbe ricevuto da questi re e avrebbe tenuto per sé, alle invenzioni di cui è ritenuto il padre: Odisseo sostiene che le più utili, come i numeri e l'alfabeto, sarebbero state introdotte prima di lui, mentre sua sarebbe la paternità soltanto di quelle cattive o ambigue, come i segnali di fuoco.
All'opposto si pone l'orazione di Gorgia In difesa di Palamede: in questo discorso Palamede si difende dalle accuse di Odisseo dimostrando che non avrebbe potuto commettere i fatti di cui è accusato perché altrimenti sarebbe al contempo geniale (nell'ordire il tradimento) e pazzo (nel tradire la sua patria passando dalla parte dei Troiani); ricorda inoltre che non avrebbe potuto ricevere né denaro, poiché sarebbe stato complicato trasportare la somma nel campo greco, né incontrare i nemici, poiché sarebbero stati scoperti, né avrebbe potuto comunicare col nemico in quanto avrebbe avuto bisogno di interpreti. Infine, ricorda che le accuse sono basate solo su congetture invece che su prove e che i Greci avrebbero dovuto decidere sulla sua vita basandosi solo su ipotesi.
Il lessico Suida sostiene che Palamede fu egli stesso uno scrittore e che scrisse poesie, sebbene tale notizia non sia confermata da altre fonti. Fu sicuramente protagonista di una tragedia omonima scritta da Euripide, rappresentata nel 415 a.C. insieme all'Alessandro (tragedia perduta), alle Troiane e al dramma satiresco Sisifo (anch'esso perduto) nella cosiddetta Trilogia troiana, e di cui si sono conservati solo alcuni frammenti. Il dramma molto probabilmente raccontava l'astuzia di Palamede nello scoprire la finta pazzia di Odisseo, la partenza per Troia dell'esercito greco, le aperte critiche verso il comando di Agamennone e la conseguente condanna a morte, istigata da Odisseo ed Agamennone sulla base della falsa lettera che avevano fabbricato per accusarlo di tradimento; raccontava poi di come Eace riuscì ad informare il padre Nauplio, rimasto in patria, dell'accaduto, scrivendo su alcuni remi la sorte toccata al fratello e gettandoli poi nell'Egeo nella speranza che raggiungessero la Grecia. Ritrovati i remi (il cui viaggio fu forse propiziato da Poseidone o da un'altra divinità) ed appresa la morte del figlio, Nauplio probabilmente giunse a Troia minacciando Agamennone di vendicarsi, senza ottenere per il momento nessun risultato (riuscirà a vendicarsi successivamente facendo naufragare molte navi greche, di ritorno da Troia, contro una scogliera mostrando falsi segnali col fuoco). Proprio l'episodio dei remi fu parodiato da Aristofane nelle Tesmoforiazuse: Mnesiloco, travestitosi da donna ed intrufolatosi alla festa delle Tesmoforie per difendere Euripide dall'accusa di misoginia, viene smascherato dalle altre donne e, vagliando vari tentativi per chiedere soccorso ad Euripide per uscire da quella situazione, pensa di scrivergli su un remo, proprio come Eace al padre Nauplio.
Tragedie omonime, anch'esse perdute, furono scritte anche da Eschilo, Astidamante il Giovane e Sofocle; di quest'ultimo rimangono frammenti anche di altre tragedie che avevano per tema lo smascheramento della pazzia di Odisseo (La pazzia di Odisseo) e la vendetta del padre Nauplio (Nauplio naviga e Nauplio accende un fuoco, non chiaro se fossero effettivamente due tragedie o una sola). Rimane anche un frammento di una commedia di Filemone intitolata Palamede, ma di cui non si sa quasi nulla, così come quasi del tutto ignoto è un poema che molto probabilmente narrava le gesta dell'eroe, chiamato Palamedia.
Viene citato sia nell'Apologia di Socrate platonica sia in quella senofontea. È presente anche nella tragedia Aristodemo di Vincenzo Monti.